# Jeu de la boule (jeu de casino)
Pour les articles homonymes, voir jeu de boules.

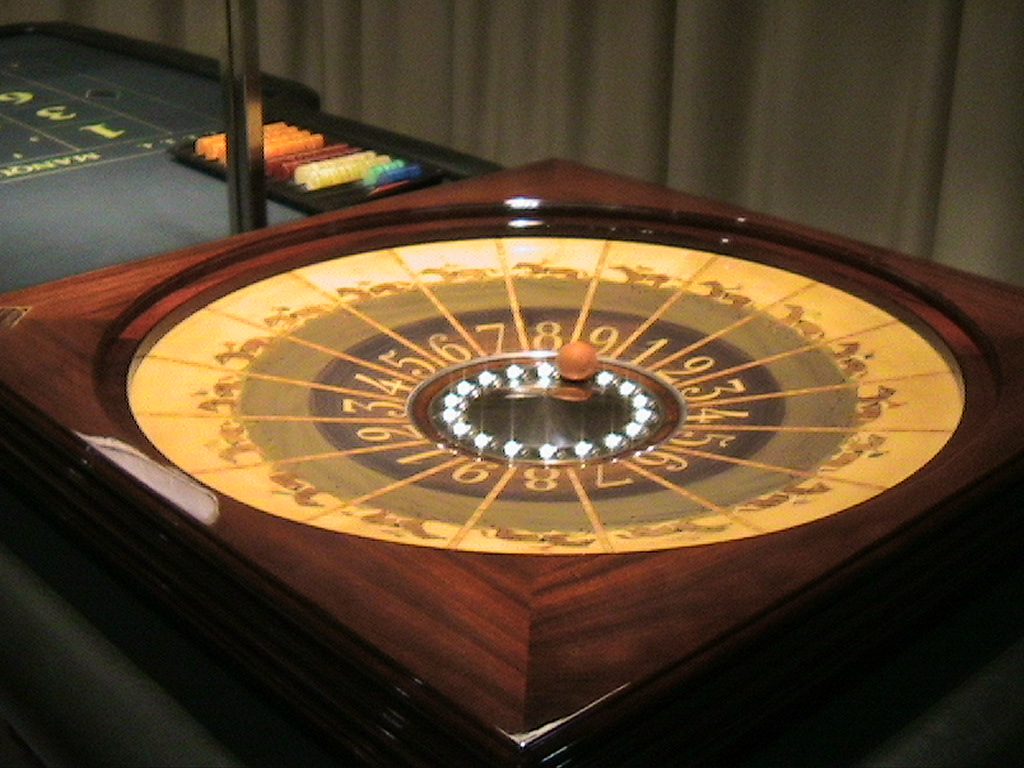
Jeu de la boule

Le jeu de la boule est un jeu de casino une variante à celui de la roulette, mais avec les chiffres de 1 à 9.

## Les chances simples
Il est possible de miser rouge, noir, manque, passe, pair ou impair.
- Les chiffres 1, 3, 7, 9 sont impairs.
- Les chiffres 2, 4, 6, 8 sont pairs.
- Les chiffres 1, 3, 6, 8 sont noirs.
- Les chiffres 2, 4, 7, 9 sont rouges.
- Les chiffres 1, 2, 3, 4 sont manques.
- Les chiffres 6, 7, 8, 9 sont passes.

Le chiffre 5 n'est ni pair, ni impair, ni manque, ni passe, ni rouge, ni noir. Si le 5 sort, la mise jouée sur une chance simple perd.
Si la chance simple misée sort, le joueur gagne une fois la mise, sinon la mise est perdue.

## Un numéro plein
Si le numéro misé sort, le joueur gagne 7 fois la mise sinon la mise est perdue.
Contrairement à la roulette, il n'est pas possible de miser plusieurs numéros avec un seul jeton.

## Les probabilités
Par exemple:
1. S'il y a 27 logements, le rapport de chance pour que la bille tombe sur 1, 2, 3, 4, 5, 6, 7, 8, 9  est de 3/27 soit environ 11.11 % de chance de trouver le bon numéro.
2. S'il y a 36 logements, le rapport de chance pour que la bille tombe sur 1, 2, 3, 4, 5, 6, 7, 8, 9  est de 4/36  soit environ 11.11 % de chance de trouver le bon numéro.